# Drużyń
Drużyń – wieś w Polsce położona w województwie wielkopolskim, w powiecie grodziskim, w gminie Granowo.
Drużyn zyskał lokację miejską przed 1442 rokiem, zdegradowany przed 1500 rokiem. 

## Historia

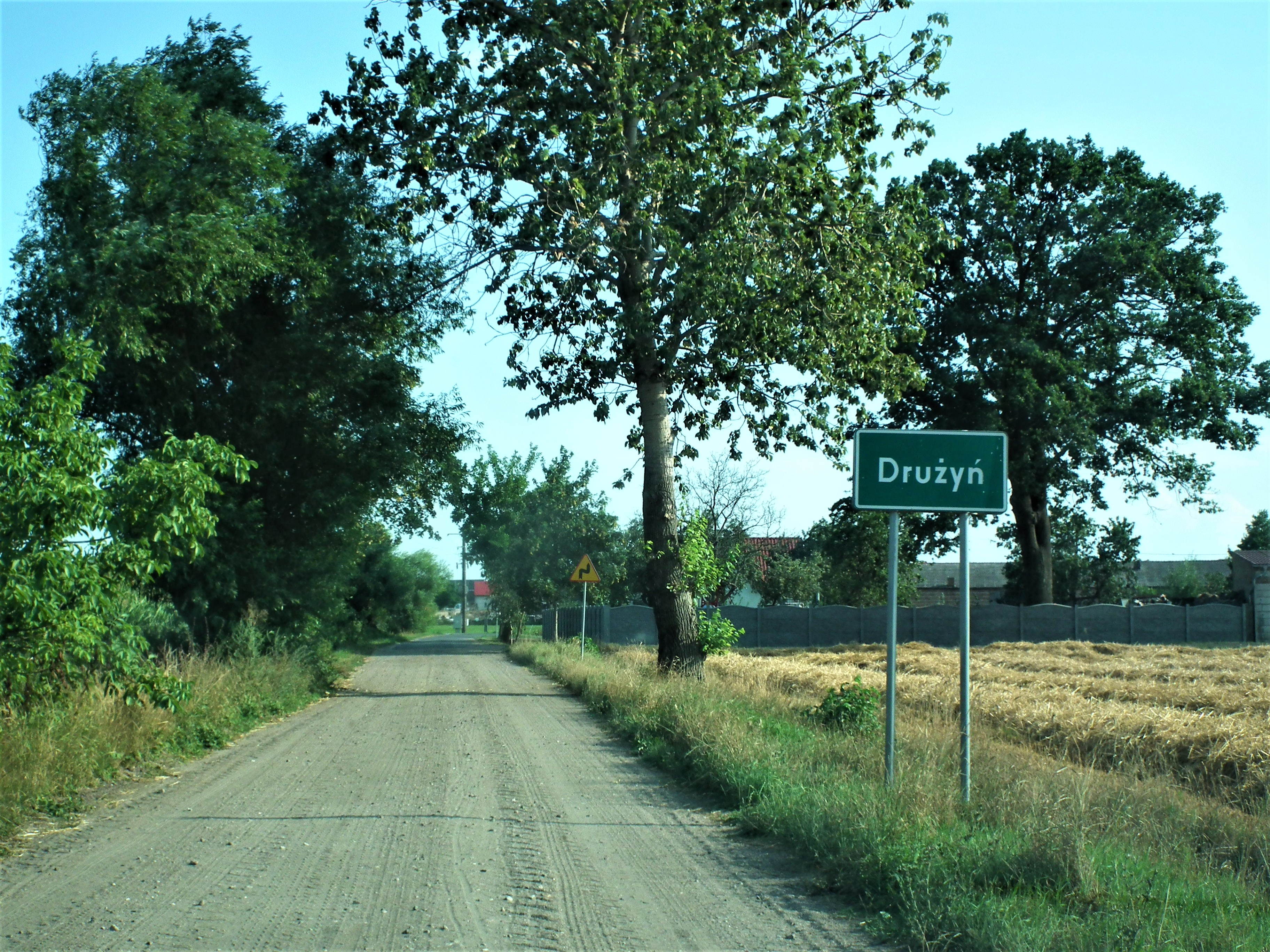
Wjazd od Daków Mokrych

Jest to osada o najstarszej w okolicach Grodziska metryce pisanej, znana od 1225 r. Pierwotnie Drożyn - nazwa dzierżawcza od imienia Droga.
W okresie średniowiecza był tu gród i siedziba kasztelanii, wzmiankowany w latach 1286–1448, obok którego powstała osada o miejskim charakterze. Krótko przed 1447 rokiem Drużyn przeszedł w ręce rodziny Kubackich, a w później należał do dóbr granowskich.
Terenem grodu miał być plac pośrodku wsi, na którym jednak nie pozostały żadne ślady. Później miał na nim stać kościół parafialny, założony zapewne w pocz. XIII wieku, przyłączony w 1632 r. jako filialny do parafii granowskiej i ostatecznie zlikwidowany w 1812 r.
Leon Plater w XIX-wiecznej książce pod tytułem "Opisanie historyczno-statystyczne Wielkiego Księztwa Poznańskiego" (wyd. 1846) zalicza Drużyń (wzmiankowany jako Drużyn) do wsi większych w ówczesnym powiecie bukowskim, który dzielił się na cztery okręgi (bukowski, grodziski, lutomyślski oraz lwowkowski). Ówczesny Drużyn należał do okręgu bukowskiego, majętności prywatnej granowskiej, której właścicielem była wówczas Klaudyna Potocka. Według spisu urzędowego z 1837 roku wieś liczyła 166 mieszkańców i 18 dymów (domostw).
W latach 1975–1998 miejscowość administracyjnie należała do województwa poznańskiego.
Obecnie Drużyń jest niedużą wsią o zwartej zabudowie, rozplanowaną wokół centralnego placu i wybiegających zeń dróg, na pochyłości terenowej opadającej ku rzece Mogilnicy.
Przy domu nr 31 kapliczka-grota z 1929 r.
Zobacz też: Drużyny